# Anābad
Anābad (persiska: انابد) är en ort i Iran.   Den ligger i provinsen Khorasan, i den nordöstra delen av landet, 600 km öster om huvudstaden Teheran. Anābad ligger 933 meter över havet och antalet invånare är 5 968.
Terrängen runt Anābad är huvudsakligen platt, men norrut är den kuperad. Terrängen runt Anābad sluttar söderut.Runt Anābad är det ganska glesbefolkat, med 31 invånare per kvadratkilometer. Anābad är det största samhället i trakten. Trakten runt Anābad är ofruktbar med lite eller ingen växtlighet.